# Wanbao Hu
Wanbao Hu (kinesiska: 万宝湖) är en sjö i Kina. Den ligger i provinsen Heilongjiang, i den nordöstra delen av landet, omkring 150 kilometer nordväst om provinshuvudstaden Harbin. Wanbao Hu ligger 141 meter över havet. Arean är 0,39 kvadratkilometer. Runt Wanbao Hu är det i huvudsak tätbebyggt. Den sträcker sig 0,6 kilometer i nord-sydlig riktning, och 1,0 kilometer i öst-västlig riktning.
Genomsnittlig årsnederbörd är 890 millimeter. Den regnigaste månaden är juli, med i genomsnitt 203 mm nederbörd, och den torraste är januari, med 4 mm nederbörd.